# Aristolochia thwaitesii
Aristolochia thwaitesii är en piprankeväxtart som beskrevs av William Jackson Hooker. Aristolochia thwaitesii ingår i släktet piprankor, och familjen piprankeväxter. Inga underarter finns listade i Catalogue of Life.